# Gossolengo
Gossolengo är en ort och kommun i provinsen Piacenza i regionen Emilia-Romagna i Italien. Kommunen hade 5 668 invånare (2022).